# IFK Norrköping
IFK Norrköping, egentligen Idrottsföreningen Kamraterna Norrköping, i folkmun Peking, Snoka eller IFK, är en idrottsförening i Norrköping som bildades 29 maj 1897 som IFK-förening nummer 17 av en grupp pojkar vid Läroverket. Klubben har som mest haft 15 grenar på programmet samtidigt i verksamheten, bl.a. friidrott och ishockey samt brottning till häst.
IFK Norrköping utövar fotboll sedan starten, och är en av Sveriges mest anrika och framgångsrika fotbollsklubbar med 20 nationella titlar. IFK har blivit svenska mästare 13 gånger, vunnit Svenska cupen sex gånger samt vunnit Svenska Supercupen en gång. Storhetstiden varade från 1940-talet till 1960-talet då klubben vann Allsvenskan elva gånger och blev känd som Guldköping. I laget från den tiden ingick storspelare som Gunnar Nordahl, Nils Liedholm, Knut Nordahl, Torsten Lindberg, Bengt "Zamora" Nyholm, Birger "Bian" Rosengren och Georg "Åby" Ericson med flera.

## Historia

### 1897–1910

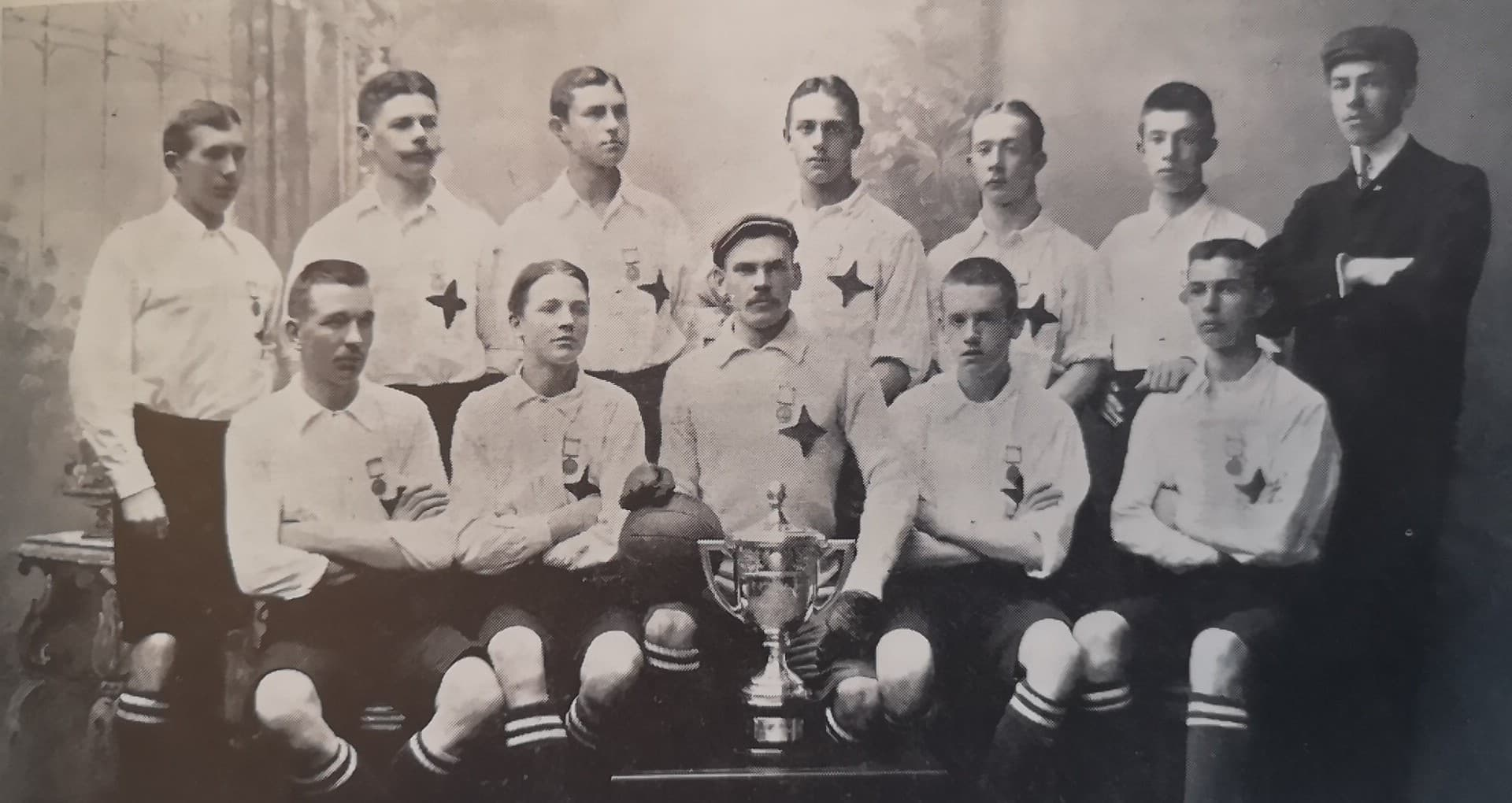
IFK Norrköpings första mästarlag.
Överst fr. v. Erik "Gaffel" Johansson, Gottfrid "Masen" Johansson, Josef "Joffa" Dahlström, Erik "Lots" Sundström, Robert Sundqvist (kapten), Ivar Sefve, Algot Widén.
Sittande fr. v. Bernhard Carlberg (ordförande), Thure Carlberg, Henning Gustafsson (målvakt), Hjalmar Westergren, Kristian Ullman.

IFK Norrköping grundades den 29 maj 1897 efter att två pojkar vid läroverket (numera De Geergymnasiet), Gunnar Nisbeth och John Uggla, läst ungdomstidningen Kamraten. I tidningen hade studenterna Louis Zettersten vid Norra Reals läroverk och Pehr Ehnemark vid Östermalms läroverk i Stockholm tagit initiativ till att bilda en nationell idrottsförening döpt efter tidningen. Notisen löd "UPPROP till alla Kamratens sportälskande gossar och flickor att bilda en idrottsförening". IFK Norrköping bildades som kamratförening nummer 17.
Det äldsta bevarade spåret av IFK Norrköping finns i IFK:s centralförenings årsbok från 1898 där Norrköpingskretsens första rapport nämner grundandet 1897, en kort förklaring om föreningens år med bland annat oenighet i styrelsen samt en förteckning över styrelse och medlemmar. I Föreningens första medlemslängd fanns totalt 25 medlemmar, varav 7 flickor och 18 pojkar. Föreningens första ordförande var Albrecht Lindström och föreningens första materialförvaltare Bernhard Lekberg. Föreningens verksamhet startade 1898 med skogspromenader, utflykter och skridskoåkning vilket blev föreningens paradgren under de första åren. I Kamratmästerskapen tog föreningens sekreterare Sven Billing ett silver i konståkning. Under de fem första åren föll IFK i glömska när tidigare medlemmar slutade skolan och flyttade iväg för militärtjänstgöring och yrkeskarriärer.
Den 11 maj 1902 samlades ett 30-tal andra unga män på "Absoluta Nykterhetscaféet" på Gamla Rådstugugatan 26 i Norrköping med målet att starta en ny kamratförening. Centralstyrelsen meddelade att Norrköpingskretsens nummer 17 fortfarande var tillgängligt om man ville ta över namnet och föreningen. Den nya gruppen ville egentligen ha nummer 10 som också var ledigt. Den nya gruppen tog över den tidigare föreningen. IFK:s nya styrelse innebar att Bernhard Carlberg blev föreningens andra ordförande genom tiderna.
1902 började föreningen spela fotboll, man spelade på flera olika planer runt om i staden men främst på Getängen och i Folkparken, spelet leddes av föreningens vice sekreterare Robert Sundqvist. Matchpremiär skedde mot Läroverket och spelplatsen var Militärskolans gård. Det blev förlust med 1–2. Fotbollen tog riktig fart när Idrottsparken kom till 1903.  ställde man upp i några av de nationella tävlingarna. I Kamratmästerskapen  vann man guld. I Svenska Bollspelsförbundets tävlingsserie Klass 1 utgick man efter halva serien. I Svenska mästerskapet besegrade man inledningsvis IFK Eskilstuna med 4–1 och åkte sedan ut mot blivande mästarna Örgryte IS på bortaplan i åttondelsfinal. I Norrköpingsserien klass 1  slutade man på andra plats på inbördes möten efter Norrköpings BK men med seriens bästa målskillnad på 18–2. 1905 vann klubben Norrköpingsserien. 1908 spelade man "Östgötaserien" mot Sleipner och förlorade en match och kryssade den andra. 1909 vann IFK Östgötaserien mot Sleipner. 1909 spelades också det första distriktsmästerskapet i Östergötland. IFK Norrköping vann efter att ha besegrat IK Sleipner med 8–1 i finalen. I Svenska mästerskapet i cupform nådde man som längst till semifinal 1909.

### 1910-talet
1910 var IFK Norrköping med som deltagare när svenska serien grundades, föregångaren till Allsvenskan. Bland övriga klubbar fanns bland andra Örgryte IS, IFK Göteborg och AIK. IFK Norrköping slutade på fjärde plats av åtta lag. 
IFK Norrköping vann distriktsmästerskapen varje år från starten 1909 till 1919.

### 1920-talet
Åren innan Allvenskan grundades skaffade IFK sina första tränare, först Harry Butterworth 1921. Ett ex-fotbollsproffs, möjligen samme Harry Butterworth som fäktade i OS i Stockholm 1912 och som året innan tränat Hammarby IF. Han ersattes efter ett år av ungraren Imre Schlosser, som spelat i Ungerska landslaget och klubben MTK Budapest FC.
1924–1925 spelades den första upplagan av Allsvenskan. IFK slutade på åttonde plats av tolv lag, en poäng efter stadsrivalerna IK Sleipner. Året efter slutade IFK sexa, två poäng och placeringar före Sleipner. Det var enda gången under 1920- och 1930-talen som IFK kom före Sleipner i seriespelet. Lagets enda riktiga stjärna hette Torsten Johansson och kom senare att betyda mycket för IFK både som både spelare och ledare. De största förlusterna IFK haft i Allsvenskan kom 1928 mot Örgryte IS och 1929 mot Helsingborg IF. Både matcherna slutade 11–0.

### 1930-talet
1929–1930 slutade IFK på elfte plats och degraderades till Division 2. IFK Norrköping slutade i toppen av tabellen under flera år men lyckades inte ta sig upp i seriesystemet igen. Det blev fem säsonger i division 2 innan man återvände till allsvenskan genom att vinna kvalet mot Brage (sammanlagt 4–2) 1934–1935. Klubbens största vinst genom tiderna kom 1931 i en 12–0-seger mot IFK Kumla. Under åren i division 2 spelades två Norrköpingsderbyn då Sleipner hade en kort sejour i samma serie 1933–1934.
Det blev bara två säsonger i Allsvenskan innan klubben åkte ur igen 1936–1937. Påföljande säsong slutade IFK tvåa i division 2, samtidig som Sleipner vann Allsvenskan och blev svenska mästare. 1939–1940 vann man division 2 och kvalet mot Reymersholms IK med sammanlagt 7–5. Årtiondet slutade med att den tidigare spelaren Torsten Johansson togs in i klubbens styrelse. 1939 åkte han tillsammans med Carl Elis "Nalle" Halldén till Emmaboda och värvade bröderna Erik ”Mulle” Holmqvist och Oskar ”Masse” Holmqvist.

### 1940-talet

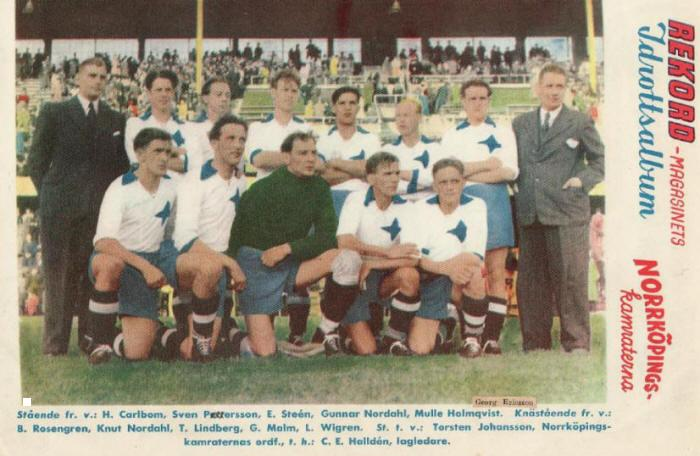
Storhetstidens IFK Norrköping, inför den allsvenska säsongen 1944–45 den 2 augusti 1944. Laget, som tog fyra raka guld.

1940–1941 slutade IFK sjua i Allsvenskan. Sleipner slutade tolva och sist. Det var första gången på femton år som IFK placerade sig före Sleipner.
1942 värvade IFK den ungerska tränaren Lajos Czeizler som tränare. Han hade fått sin taktiska skolning av den engelska tränaren Jimmy Hogan i MTK där han var lagkamrat med IFK:s tränare från 20 år tidigare, Imre Schlosser. Johansson och "Nalle" Halldén fortsatte resa runt i Sverige på jakt efter spelare. En teori är att det var under den här tiden som IFK Norrköping fick smeknamnet "Snoka" efter sin förmåga att hitta storspelare i mindre lag.
1943 blev IFK Svenska mästare för första gången, en poäng före Elfsborg. Den 3 oktober samma år mötte man AIK på Råsunda i Svenska Cupen-finalen. Matchen slutade 0–0 och gick till omspel. Omspelet skedde på Idrottsparken i Norrköping inför 19 595 åskådare. Inför hemmapubliken vann IFK med 5–2. Året efter dubbeln slutade IFK Norrköping fyra, sju poäng efter ettan Malmö FF och man förlorade Svenska cupen-finalen på Råsunda inför 35 000 personer med 4–3 efter förlängning (3–3 ordinarie tid).
1944 värvades Gunnar Nordahl som vunnit den allsvenska skytteligan i Degerfors IF. Nordahl gjorde 27 mål i Allsvenskan under sin första säsong i IFK. Föreningen vann både Allsvenskan och Svenska Cupen 1944–1945. Fem poäng före tvåan Elfsborg i Allsvenskan och med 4–1 mot Malmö FF i Cupenfinalen inför nästan 32 000 åskådare på Råsunda. Från 1944–45 till 1947–48 vann IFK alla fyra upplagor av Allsvenskan och fick smeknamnet "Guldköping". Bland spelarna i det sena 40-talets guldlag fanns, förutom Gunnar Nordahl, också brodern Knut Nordahl, Georg "Åby" Ericson, Birger 'Bian' Rosengren, bröderna Holmqvist, Torsten Lindberg, Gösta Malm, Einar Stéen, Lennart "Skinnet" Wigren, och Nils Liedholm som 1946 värvades från Sleipner.
1946 genomförde IFK Norrköping en obesegrad turné med uppvisningsmatcher i England. Man mötte Charlton Athletic FC (3–2), Sheffield United (5–2), Newcastle United (3–2) och Wolverhampton FC (1–1). Detta gav IFK ett gott rykte i Europa och ansågs som en av Europas bästa.
1948 lämnade Lajoz Czeizler för att ta över AC Milan, och han tog även med sig skyttekungen Gunnar Nordahl som blev Sverige första professionella fotbollsspelare. Året därpå lämnade också passningsgeniet Nils Liedholm för AC Milan.

### 1950-talet
Förlusterna av den framgångsrike tränaren och de både stjärnorna innebar tre mellanår där klubben placerade sig i mitten av tabellen. Den ungerska och österrikiska fotbollen var stor vid den här tiden och IFK ersatte den förlorade ungraren med österrikaren Karl Adamek, som även han kommit i kontakt med Jimmy Hogans filosofier i Wien. Med spelare som Bengt "Julle" Gustafsson, Bengt "Zamora" Nyholm, Henry Källgren och Åke "Bajdoff" Johansson vann man Allsvenskan för sjätte gången 1952.
Följande tre säsonger placerade sig IFK  på den övre delen av tabellen utan att vinna. Men 1955–56 och 56–57 blev det ytterligare två guld. Säsongen efter, (den så kallade maratonallsvenskan, som spelades i 33 omgångar istället för det normala 22) slutade IFK tvåa med Vilmos Varszegi och "Bajdoff" som tränare. Man slutade på samma poäng som vinnaren IFK Göteborg, men med aningen sämre målskillnad. 1959 slutade IFK Norrköping tvåa igen, en poäng efter Djurgården.

### 1960-talet

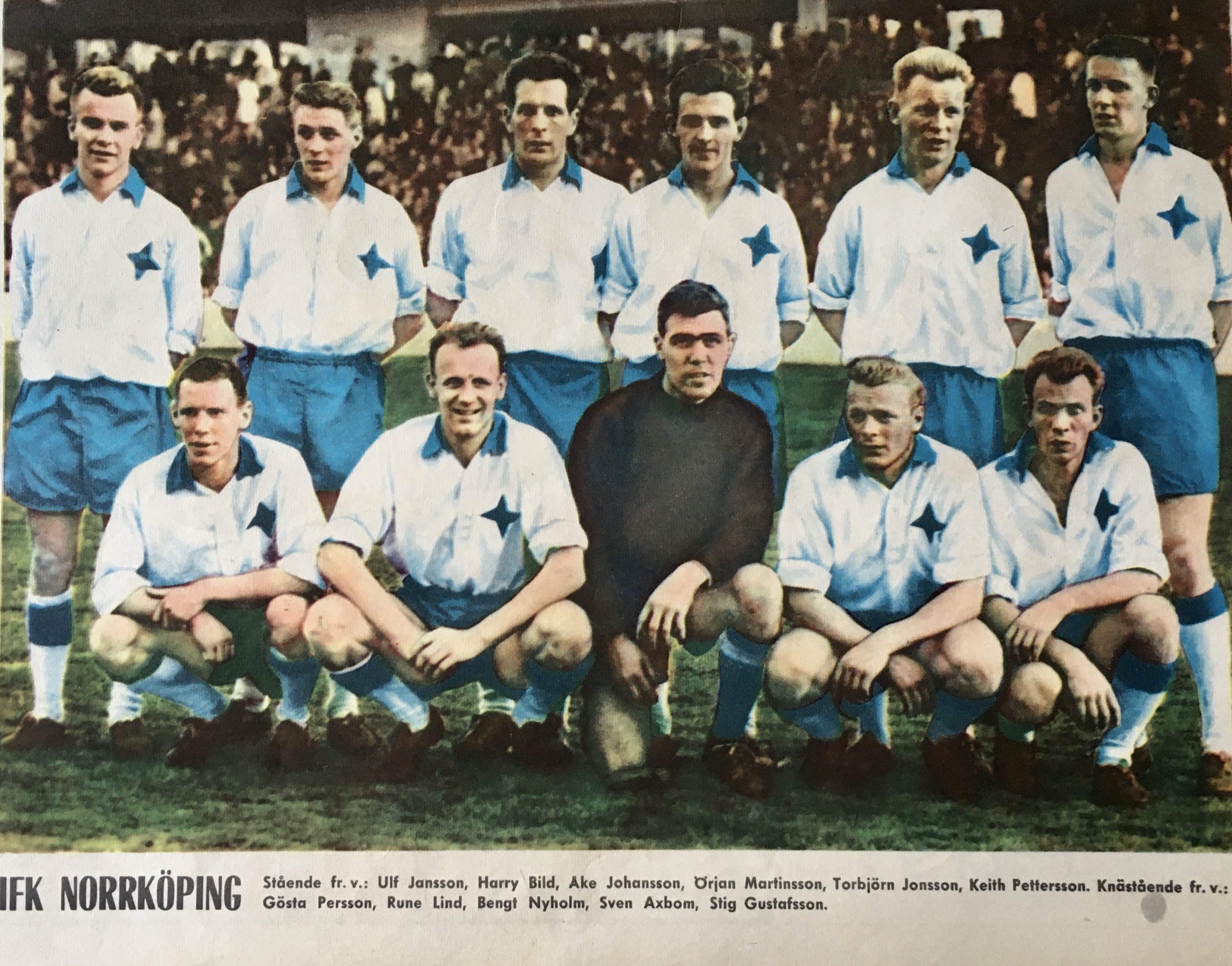
IFK Norrköpings mästarlag 1960 med Guldbollen-vinnarna Åke "Bajdoff" Johansson (1957), Torbjörn Jonsson (1960), Bengt "Zamora" Nyholm (1961) och Harry Bild (1963).

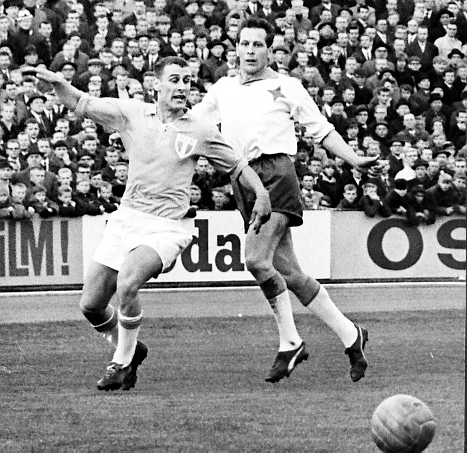
IFK:s Åke "Bajdoff" Johansson och Jan Ekström på Malmö stadion 1964.

1960, 1962 och 1963 blev IFK Svenska mästare, med bland andra Harry Bild, Örjan Martinsson, Torbjörn Jonsson och Gösta Löfgren. 1960 var sista säsongen för Henry Källgren, som med 126 allsvenska mål är IFK:s bästa målskytt genom tiderna. 1961 slutade IFK tvåa. Med Ove Kindvall och Björn Nordqvist i laget vann man 1963 det sista guldet under storhetsperioden.
I Europa-spelet 1962 åkte klubben ur efter att Eusebio gjort fyra mål för Benfica i dubbelmötet mot IFK Norrköping. 1963 åkte man ut mot Nils Liedholm som tränade AC Milan. Lajos Czeizler tog över Benfica samma år.
Viktiga spelare slutade av åldersskäl medan andra flyttade till utländska klubbar, bland annat Ove Kindvall. Ove gjorde fyra mål i sin sista match i IFK mot AIK, vilken slutade 6–0. Han vann skytteligan 1966, trots att sex omgångar återstod när han lämnade Peking för Holland och Feyenoord. Norrköpingsklubben vann Svenska cupen för tredje gången 1969 när AIK besegrades med 1–0 i finalen.

### 1970-talet
Början av sjuttiotalet började likna trettiotalet, när IFK ständigt slutade efter sin ärkerival. Den här gången var det dock inte Sleipner utan östgötagrannen Åtvidabergs FF. "Åtvid" blev svenska mästare 1972 och 1973. IFK slutade i mitten av tabellen. 1974 slutade klubben på tolfte plats och klarade sig bara kvar med fyra poängs marginal, fyra år senare, 1978 slutade IFK på elfte plats, tre poäng från nedflyttningsplats.

### 1980-talet
Åttiotalet började med att IFK slutade på tiondeplats 1980 och 1982. En tiondeplats 1982 betydde negativt kvalspel, vilket slutade med nedflyttning efter förlust mot BK Häcken (0–2,1–0). 1983 spelade IFK sin första säsong på fyrtiotre år utanför Allsvenskan. Vistelsen i Division 2 var dock kortvarig. Man vann serien med fyra poäng, före Djurgårdens IF, och sedan kvalet mot IFK Malmö med sammanlagt 5–0. IFK slutade femma och lyckades ta sig till SM-final i slutspelet efter att slagit ut både AIK och Hammarby IF under sin första säsong tillbaka i Allsvenskan. Finalen vann IFK Göteborg med sammanlagt 7–1. 1985 slutade IFK Norrköping på tiondeplats, två poäng före nedflyttade Mjällby AIF. 1986 slutade IFK fyra men åkte ut mot Malmö FF i SM-semifinalen på bortamål.
1987 gjorde IFK sin bästa säsong sedan 1966. IFK slutade tvåa i serien, men föll mot IFK Göteborg i semifinalen med sammanlagt 5–2. Trots det markerade säsongen början på en ny kort storhetstid med flera topplaceringar, titlar och storspelare som Tomas Brolin, Niclas Kindvall, Kennet Andersson, Jan Hellström och Sulo Vaattovaara.
Året efter andraplaceringen 1988 slutade föreningen sexa och missade playoff-spelet men vann Svenska Cupen för första gången på 19 år. Örebro SK besegrades i finalen med 3–1.
Peking slutade tvåa i Allsvenskan 1989, två poäng efter Malmö FF. I semifinalen av följande slutspel slog man ut Örebro SK med sammanlagt 4–1. Seriesegrarna Malmö var motståndare i finalen och IFK förlorade första matchen på Parken med 0–2. IFK vann bortamatchen med 1–0 och en tredje och sista avgörande match skulle spelas i Malmö fyra dagar senare, den 15 november 1989. Matchen var mållös efter 90 minuter och inget lag lyckades göra mål under extratiden. Straffsparkar följde och IFK vann straffsparksläggningen med 3–4. Detta innebar IFK Norrköpings första SM-guld på 26 år.

### 1990-talet
1990 värvades Tomas Brolin av IFK Norrköping från GIF Sundsvall. Han debuterade med ett hattrick mot IFK Göteborg, i en match som slutade 6–0 till IFK Norrköping. Brolin såldes sedan till Parma FC mitt under säsongen. IFK slutade tvåa i Allsvenskan men lyckades ta sig till slutspels-final som förlorades mot IFK Göteborg med sammanlagt 3–0.
(0–3, 0–0)
1991 omorganiserades Allsvenskan. IFK slutade sexa vilket innebar spel i Mästerskapsserien, som var det nya sättet att kora de svenska mästarna. IFK tog silver i mästerskapsserien. Den 26 juni vann man sitt femte cup-guld i den sista Svenska Cupen som spelade höst-vår. Klubben besegrade Östers IF i finalen med 4–1.
1992 vann IFK Allsvenskan med sju poäng före Östers IF men man slutade tvåa i Mästerskapsserien, två poäng efter AIK och blev därför inte svenska mästare. 1993 omorganiserades Allsvenskan igen, den här gången till en rak serie och IFK slutade som tvåa för 6:e gången under 7 år. Det var sista gången som IFK placerade sig topp-tre under nittiotalet. 1994 blev det en fjärdeplats i ligan och guld i Svenska cupen efter att ha besegrat Helsingborgs IF i finalen efter straffar.
1995 var klubben endast två poäng från att ramla direkt ur Allsvenskan när man slutade på en överraskande tolfteplats. Kvalet mot GAIS vanns med sammanlagt 2–1 och klubben fick stanna kvar i Allsvenskan. På detta följde tre säsonger av mittenplaceringar, innan säsongen 1999 när man såg ut att åka ur Allsvenskan igen. När halva säsongen gått hade föreningen bara elva poäng och låg sist. På hösten vände resultaten. I omgång 15 besegrades Kalmar FF med 4–2 och efter en uddamålsförlust mot IF Elfsborg blev det åtta vinster i rad då man bland annat besegrade Trelleborgs FF med 4–0, Malmö FF med 5–1 och serietrean Halmstad BK med 4–0 där Mattias Flodström gjorde hattrick. IFK:s segersvit gjorde att man klättrade från fjortonde till femte plats under andra halvan av säsongen.

### 2000-talet

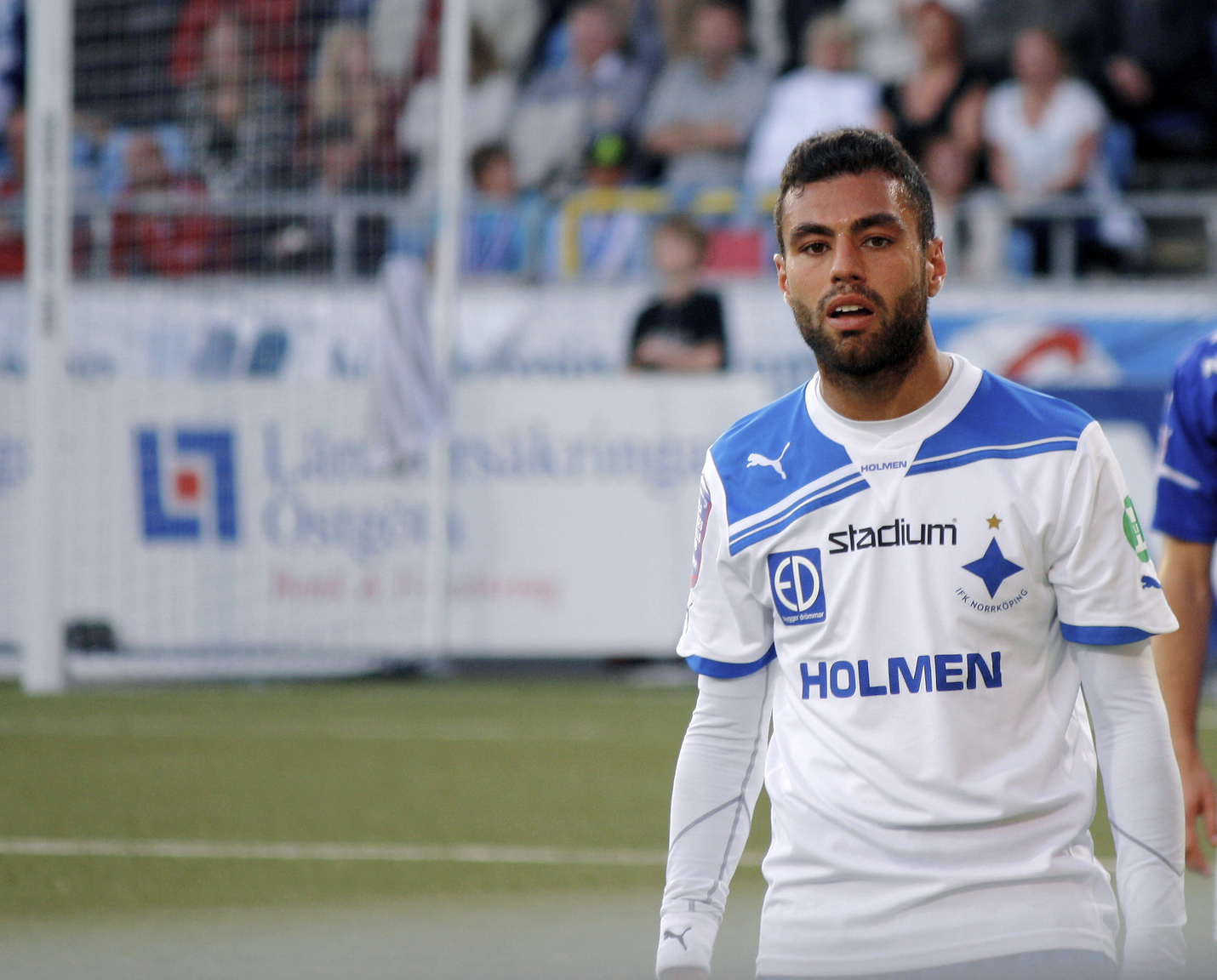
Imad Khalili.

Hösten 1999 innebar att laget hade goda förväntningar inför det nya årtusendet. Trots att man hade ett bra lag med namn som Kristian Bergström, Patrik Jönsson, Thomas Olsson, Eddie Gustafsson, Jonas Wallerstedt, Klebér Saarenpää och Alexander Östlund slutade man på en nionde plats. 2001 var IFK tvunget att kvala. Mjällby AIF vann första kvalmatchen med 2–1. Hemma på Parken vann IFK Norrköping med 3–1 och säkrade Allsvenskt kontrakt. 2002 slutade IFK på trettonde plats och degraderades till den nybildade Superettan. I sista seriematchen, mot Gif Sundsvall borta, hade IFK:s Jojje Karathanasis ett skott i stolpen i slutminuterna. Matchen slutade 1–1. Hade det istället blivit mål så hade Peking tagit kvalplatsen på IFK Göteborgs bekostnad.
IFK Norrköping satsade påföljande år för att ta steget tillbaka upp i Allsvenskan direkt. Inför första matchen i Superettan, som spelades hemma på idrottsparken mot Gefle IF, så satte supportrarna upp banderoller med texten "återtåget". Trots att laget tappat större delen av truppen från föregående säsong gav klubben uttryck för att vara säkra på att gå upp. Gefle vann första matchen med 2–3 och säsongen 2003 slutade i en niondeplats i Superettan, vilket var IFK:s dittills sämsta placering någonsin. Trots den dåliga säsongen hade man över 14 000 på en match, Norrköpingsderbyt mot IF Sylvia, som slutade 2–2 efter att Peking kvitterat sent i matchen.
2004 innebar ett lyft i tabellen och IFK slutade fyra. 2005 slutade klubben sjua, och 2006 fyra igen, endast tre poäng efter Brommapojkarna. 2007 vann IFK Superettan med assistkungen Eirik Dybendal, skyttekungen Gardar Gunnlaugsson, målvakten Nuredin Bakiu och islänningen Stefan Thordarson. IFK Norrköping säkrade förstaplatsen redan i 25e omgången av serien och var därmed klar för avancemang till högsta ligan.
2008 spelade IFK i Allsvenskan, men man föll ur serien direkt efter att flera av de tänkta stjärnorna floppat. Klubbens ekonomi var svag och man fick ett tufft år i Superettan 2009. Det slutade med att man slog det sex år gamla bottenrekord i klubbens historia och slutade på 11:e plats i Superettan. Det var först i de sista omgångarna man säkrade kontraktet efter att Stefan Thordarson gjort comeback. För detta förevigades hans plats i IFK genom att hans tröjnummer (18) pensionerades[källa behövs].

### 2010-talet

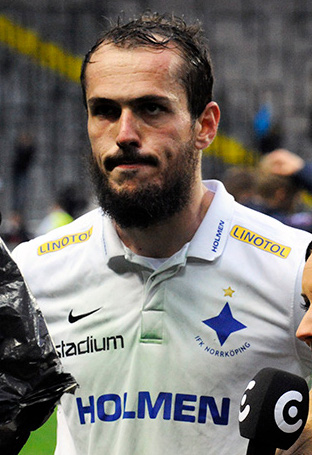
Emir Kujović 2015.

Inför säsongen 2010 var IFK Norrköping nederlagstippat. Men efter en framgångsrik säsong så slutade klubben på andraplats och kvalificerade sig ännu en gång för Allsvenskan med ett lag bestående av spelare som Shpëtim Hasani, Daniel Bamberg, Riki Cakić, Christopher Telo, Anders Whass och den unge Christoffer Nyman som säkrade det allsvenska avancemanget med ett mål borta mot Ängelholms FF i slutminuten av den näst sista omgången.
Inför den andra allsvenska återkomsten inom loppet av några år så värvade föreningen flera nya spelare. IFK förnyade inte kontraktet med tränaren Göran Bergort och ersatte honom med Janne Andersson. På spelarsidan värvade man bland andra Abbas Hassan, Mathias Florén, Martin Smedberg-Dalence, Bobbie Friberg da Cruz och Astrit Ajdarević till klubben. Den 17 oktober blev det klart att man även skulle spela i Allsvenskan 2012 då man besegrat IF Elfsborg hemma samtidigt Malmö FF besegrat nykomlingen Syrianska FC.
År 2012 inledde IFK säsongen bra. Föreningen vann med 1–0 (1–0) på Nya Parken mot svenska mästarna Helsingborgs IF. I maj samma år spelades sedan det första Östgötaderbyt i Allsvenskan på tre decennier mot lokalkonkurrenten Åtvidabergs FF. Säsongen slutade med en 5:e plats. År 2013 slutade IFK på en nionde plats i tabellen. Detta trots att flera spelare lämnade under året.
Efter halva säsongen 2014 låg IFK i mitten av serien men spelartappet kom ikapp och sju raka matcher utan seger gjorde att man åkte ner på kvalplats. Ett lyft i slutomgångarna med tre raka segrar, (Göteborg 3–0, Gefle 2–1 och Örebro 2–0) säkrade kontraktet. En betydande faktor bakom vändningen låg i att man flyttade ner de två mittfältarna Christopher Telo och Ante Johansson till backlinjen. Ante blev utsedd till Allsvenskans bästa mittback flera år i rad efter sitt positionsbyte.
Med nästan samma trupp som hösten 2014 var nära att ramla ur Allsvenskan, tippades IFK Norrköping inför säsongsstarten av Allsvenskan 2015 av de flesta på den undre halvan av tabellen. Men i omgång 28 ledde IFK Norrköping inför de två avslutande omgångarna. Årets sista hemmamatch där Halmstad BK besegrades med 3–1 spelades inför ett utsålt Nya Parken (16 125) innebar att IFK:s totala publiksnitt för första gången sedan 2002 blev över 10 000 åskådare (10 296).
Inför sista omgången hade IFK Norrköping allt i egna händer när de gästade regerande svenska mästarna Malmö FF. Ett mer än 6000 personer starkt bortafölje tog sig ner till Malmö där de fick se Norrköping besegra Malmö med 2–0 efter mål av Emir Kujovic i den första halvleken, hans 21:a under säsongen, innebärande vinst i skytteligan och av Arnór Ingvi Traustason på tilläggstid. År 2015 vann därmed IFK Norrköping sitt 13:e SM-guld, det första på 26 år.
Janne Andersson lämnade föreningen 2016 för att ta över som förbundskapten för Sveriges herrlandslag. Han ersattes av Jens Gustafsson. Kvalet 2016 till Champions League åkte IFK ur efter att ha besegrat Rosenborgs BK på hemmaplan, men förlorat på bortaplan med fler mål och därmed förlorat på målskillnad. Därefter följde en period av mindre framgångar med en cupfinal 2016/2017 och två medaljplatser i Allsvenskan; Lilla silver 2016 och Stora silver 2018.

### 2020-talet
IFK inledde pandemisäsongen 2020 starkt med sex segrar på de första åtta matcherna, bland annat besegrades svenska mästarna Djurgården med 3–0. Under den senare delen av säsongen sjönk dock IFK som en sten, och trots att de inför sista omgången mot ett redan nedflyttningsklart Helsingborg hade chansen att sluta på Europaplats plats gjorde en snöplig 3–4-förlust att IFK Norrköping kunde summera 2020 med sjätteplats i tabellen. Efter säsongen bröt klubben avtalet med managern Jens Gustafsson och istället anställdes Rikard Norling som tränare samtidigt som tidigare styrelsemedlemmen och spelaren Patrik Jönsson tog över sportchefsrollen. Vintern blev sedan stormig då mycket intern kritik angående hur styrelsen hanterat arbetsmiljön för de anställda i klubben kom fram. Bland annat lämnade mångårige assisterande tränaren Stefan Hellberg kritik i samband med sin pensionering och föreningens SLO hoppade av sin tjänst. Föreningens revisorer riktade också stark kritik mot hur styrelsearbetet sköttes. Mycket av kritiken riktades mot dåvarande styrelseordföranden Peter Hunt, som till följd av detta hoppade av sitt uppdrag, och på årsmötet i februari 2021 valdes istället Sakarias Mårdh till ny ordförande, föreslagen av valberedningen.
Inför säsongen 2021 lämnade ett flertal spelare klubben efter att deras avtal gått ut, bland annat Simon Thern, Filip Dagerstål, Isak Pettersson och Lars Krogh Gerson vilka ersattes av bland annat Örebro SK:s målvakt Oscar Jansson som värvades på fri transfer samt isländske mittfältaren Ari Freyr Skúlason.
Säsongen 2022 var en av dom sämsta säsongerna för IFK Norrköping på länge laget kom 12a
Inför säsongen 2023 befarades IFK Norrköping behöva stänga ner södra läktaren på "Parken". Balkar behövde förstärkas vilket klarades lagom till mötet mot Hammarby den 4 maj då en stor bortaskara väntades komma. Dessutom hade VM-läktaren sprickor i takkonstruktionen, men dessa bedömdes att klara fullsatt läktare.. Inför säsongen 2023 som klubb så har IFK Norrköping värvat viktiga spelare som, Vito Hammershøy-Mistrati, Isak Ssewankambo, Elvis Lindqvist och Jesper Ceesay. Klubben har också behövt sälja viktiga spelare som Ishaq Abdulrazak, Jonathan Levi, Eman Markovic, Linus Wahlqvist, Viktor Agardius och Godswill Ekpolo.
2024 inleddes med att Andreas Alm, som tidigare spelat för IFK i 2003–05, tog över som huvudtränare sedan Glenn Riddersholm fått sparken. Som oftast var förväntningarna att IFK skulle husera i toppen av tabellen men istället halkade laget neråt och var inför de 3 sista omgångarna illa ute. Med seger med 2–1 borta mot IFK Värnamo (27 oktober) och hemmaseger mot AIK 1–0 (4 november) klarades kontraktet i sista stund. 
Året var också turbulent med stort missnöje bland supportrar riktat mot IFK:s styrelse. En namninsamling för en extrainsatt föreningsstämma genomfördes. Denna hölls den 1 september då en ny valberedning utsågs vilket var den enda frågan på dagordningen.

## Meriter

### Sverige
- SM-Medaljer:
  - Guld (13): 1943, 1945, 1946, 1947, 1948, 1952, 1956, 1957, 1960, 1962, 1963, 1989, 2015
  - Stort silver (9): 1953, 1958, 1959, 1961, 1966, 1991, 1992, 1993, 2018
  - Litet silver (7): 1942, 1968, 1971, 1981, 1987, 1990, 2016
  - Brons (7): 1944, 1955, 1964, 1965, 1972, 1977, 1994
  - Litet brons (1): 1986
- Allsvenskan (1925–):
  - Vinnare (13): 1943, 1945, 1946, 1947, 1948, 1952, 1956, 1957, 1960, 1962, 1963, 1992, 2015
  - Ligatvåa (9): 1953, 1958, 1959, 1961, 1966, 1987, 1989, 1990, 1993, 2018
- Allsvenskan slutspel: (1982–1990)
  - Final (3): 1984, 1989, 1990
  - Semifinal (2): 1986, 1987
- Mästerskapsserien: (1991–1992)
  - Stort Silver (2): 1991, 1992
- Svenska mästerskapet (1896–1925):
  - Semi-finalist(3): 1909, 1910, 1911
- Svenska cupen: (1941–1953, 1967–)
  - Vinnare (6): 1943, 1945, 1969, 1988, 1991, 1994
  - Finalist (5): 1944, 1953, 1967, 1972, 2017
- Kamratmästerskapen (1901–1924, 1940–1945):
  - Vinnare (2): , 1911
  - Finalist (2): 1910, 1940
- Distriktsmästerskap Östergötland:
  - Vinnare: 1909, 1910, 1911, 1912, 1913, 1914, 1915, 1916, 1917, 1918, 1923, 1926, 1932, 1933, 1935, 1939, 1942, 1943, 1946, 1952, 1954, 1962, 1963, 1964, 1965

### Internationellt
- Champions League (1992–) / Europacupen (1955–1991):
  - Åttondelsfinal (4): 1956/57, 1957/58, 1962/63, 1963/64
- Europa League (2009–) / Uefacupen (1971–2009):
  - Kvalificering (7): 1972/73, 1978/79, 1982/83, 1990/91, 1992/93, 1993/94, 2000/01
- Cupvinnarcupen (1960–99):
  - Kvalificering (5): 1968/69, 1969/70, 1988/89, 1991/92, 1994/95
- Intertotocupen (1958–2008):
  - Final (1): 1965/66
  - Gruppseger (5): 1963/64, 1966/67, 1969, 1972, 1993
  - Deltagande (12): 1964/65, 1967, 1970, 1973, 1974, 1978, 1982, 1987, 1988, 1990, 1991, 1995

## Om klubben

### Emblem
1897–1940: När föreningen grundades användes ingen officiell sköld, den fyruddiga kamratstjärnan och den vitblå IFK-flaggan användes som symboler och på matchtröjan.
De vita och blå färgerna på flaggan och matchstället sägs stå för oskuld och trohet, alternativt vitt för renhet och blått för glada, goda förhoppningar.
Den fyruddiga stjärnan sägs stå för ihärdighet, färdighet, kraft och kamratskap, alternativt ärlighet.
1940–1972: 1940 tog IFK en klubbsköld i bruk för första gången. Klubbens första officiella sköld var en version av kamratskölden med datumet då klubben grundades, 29/5-1897, på blå bakgrund, texten I.F.K 17 över en diagonal vit bård och kamratstjärnan på den nedre delen.
1972– : I samband med klubbens 75-årsjubileum omarbetades och uppdaterades skölden. IFK Norrköpings nuvarande emblem består av en klassisk IFK-sköld med texten "IFK" mot blå bakgrund och en guldkantad vit diagonal med texten "Norrköping". Skölden är guldkantad.

### Matchställ
IFK Norrköping spelar i vit tröja och blå shorts med vita strumpor. Vit och blå har med få undantag varit IFK-föreningarnas färger. Traditionellt spelar IFK i helröda bortaställ, med undantag vissa år.
I likhet med en del andra IFK-föreningar så spelar IFK Norrköping inte med klubbmärket på bröstet utan med kamratstjärnan i dess ställe. På matchtröjan är stjärnan blåfärgad. 
Detta har man gjort i stort sett sedan starten, med undantag för en period under 70- och 80-talet då man spelade med den då nyligen introducerade skölden som fortfarande är i bruk.
Ovanför stjärnan är en femuddig guldstjärna broderad som symboliserar att föreningen vunnit fler än 10 SM-guld.
På matchtröjornas framsida finns IFK Norrköpings huvudsponsor Holmen sedan 1986, vilket är fotbollsvärldens näst äldsta huvudsponsorsamarbete, efter Rangers de Talca och Productos Fernández i Chile.
| År        | Sponsor |
| --------- | ------- |
| 1975      | Adidas  |
| 1976–1982 | Umbro   |
| 1983–1991 | Adidas  |
| 1992–1997 | Umbro   |
| 1998      | Nike    |
| 1999–2004 | Umbro   |
| 2005–2012 | Puma    |
| 2013–2021 | Nike    |
| 2022–     | Adidas  |

### Stadion

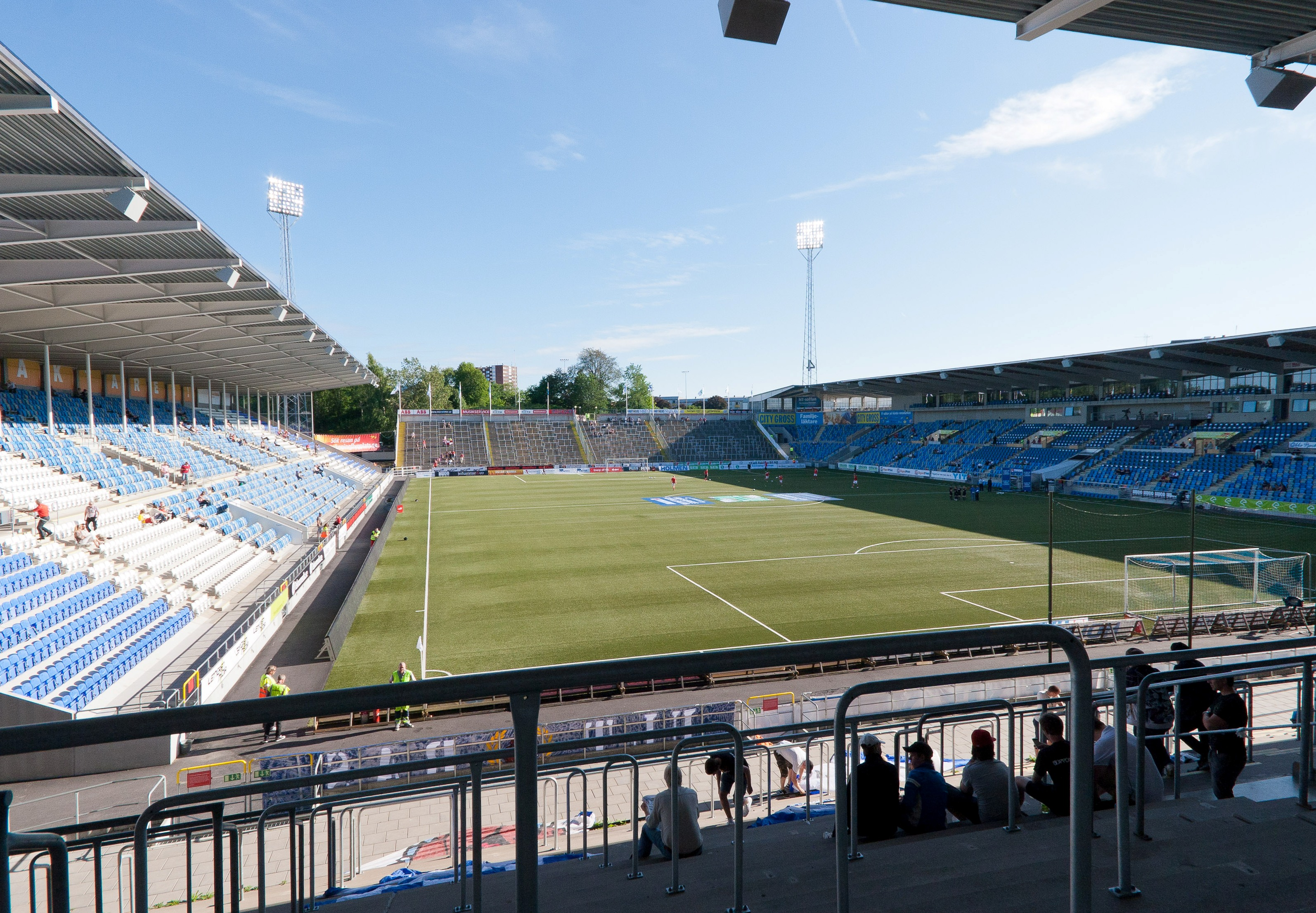
Platinum Cars Arena

IFK Norrköping spelar sina hemmamatcher på Platinumcars arena, Parken i folkmun (Ursprungligen Idrottsparken, sedan ombyggnaden 2009 Nya Parken) något man har gjort sedan arenan invigdes 1903. Arenan är den allsvenska arena som varit kontinuerlig hemvist åt samma klubb längst tid i Sverige och även den plan som sett flest allsvenska matcher av samtliga fotbollsplaner i landet.
Idag står IFK Norrköping som ensam ägare av arenan.
Vid ombyggnaderna inför fotbolls-EM 1992 togs löparbanorna bort och de nybyggda läktarna flyttades närmre planen. 2004 flyttades tidigare curlingverksamhet (curlinghallen revs vintern 2005–2006) bort från Idrottsparken varför anläggningen idag enbart är en fotbollsarena. Hösten 2006 togs ett beslut om att modernisera Idrottsparken. Första spadtaget togs den 12 januari 2008 och hösten 2009 stod arenan klar. Omständigheter innebar att man ej byggde in hörnet mellan östra och södra läktaren så som var planerat. Man byggde heller inget tak över södra läktaren. IFK Norrköping tog över Parken 2010 som i samma veva bytte namn till Nya Parken. Publikkapacitet är idag 17 234 personer. Inför hösten 2011 har färdigbyggandet av sydöstra hörnet lagts ut för anbud.
Den 12 september 2012 blev det klart att IFK Norrköping köpte ut Norrköpings kommuns aktier i Nya Parken för 2 miljoner kronor samt tog över kommunens lån på 304 miljoner kronor. Detta var möjligt då klubbens ordförande Peter Hunt och hans privata bolag Trading House AB kunde garantera säkerhet i lånet genom att köpa upp stora delar av IFK Norrköpings dotterbolag Parken Event.
Den 19 juli 2013 vann detaljplan för utveckling av området runt Nya parken och den södra delen av arenan laga kraft. Enligt detaljplanen är läktaren godkänd för skola och kontor utöver idrottsverksamhet och för "Starkt identitetsbildande, exteriör arkitektur". Klubben meddelar sina planer om att hyra ut lokaler i den nybyggda läktaren och även planerna för hyreslägenheter på övriga tomter i anslutning till arenaområdet offentliggjordes under året. Detaljplanen har sedan dess omarbetats och en ny detaljplan ligger till grund för framtida exploatering av marken vid den tidigare södra planen.
- Rekordpublik: 32 234 mot Malmö FF, 7 juni 1956
- Största allsvenska seger: 11–1 mot Djurgårdens IF, 14 oktober 1945
- Största allsvenska förlust: 0–11 mot Örgryte IS, 6 april 1928 samt mot Helsingborgs IF, 22 september 1929

### Smeknamn
"IFK" Framför allt lokalt, då det annars kan blandas ihop med övriga kamratföreningar.
Peking: Sven Hedin, känd forskningsresande, nämnde under en föreläsning på gamla läroverket i Norrköping under 1910-talet då han pratade om sina resor i Kina att "Peking och Nanking betyder Norra Huvudstaden respektive Södra Huvudstaden, ungefär som Norrköping och Söderköping". Det tog några läroverkspojkar fasta på och gav IFK Norrköping namnet Peking.
Snoka: Det finns tre olika teorier som förklarar hur IFK Norrköping började kallas för Snoka. Den första talar om hur supportrar till den gamla rivalklubben IK Sleipner tyckte att IFK Norrköping var som en snok; såg farliga ut men egentligen var harmlösa. Detta gällde laget men även supportrarna då det inte var ovanligt med slagsmål mellan de olika klubbarnas anhängare. Den andra teorin handlar om hur IFK Norrköping under sin stora framgångsperiod på 1940- och 1950-talen under "Nalle" Haldén var extremt lycksamma på att "snoka" upp talanger från olika platser i landet. Den tredje teorin handlar om hur spelare som inte kom från kommunen erbjöds arbeten i staden bland annat som brandmän, poliser eller tullare. Och smeknamnet "Snoka" skulle då ha sitt ursprung i att tullare i folkmun kallades för "tullsnokar".

### Supportrar
Norrköping ses som en av de mest klassiska fotbollsstäderna i Sverige och har alltid haft ett stort följe i förhållande till stadens befolkning. Under storhetstiden på 40-,50- och 60-talen kunde man hitta IFK Norrköping-supportrar från alla delar av landet och flera äldre är fortfarande supportrar till klubben sedan den tiden. Den nationella supporterbasen har minskat i takt med att framgångarna blivit färre de senaste 50 åren. Tre säsonger sedan år 2000 har klubben haft ett publiksnitt på fler än 10 000 åskådare. (2002: 10 957 åskådare, guldåret 2015: 10 296 och 2016: 10 449). Trots att IFK spelat i andradivisionen under stora delar av 2000-talet har man kontinuerligt haft ett publiksnitt som skulle placera sig i mitten av allsvenskans publikliga.
Relation till andra lag
IFK Norrköpings supportrar har en historisk rivalitet med andra lokala lag, från Norrköping och Östergötland. Under tidiga år gällde detta framför allt grannklubben IK Sleipner, och matcherna lockade under det tidiga 1900-talet mycket publik då IFK bildat av läroverkspojkar sågs som ett mer borgerligt lag och Sleipner hade mer förankring i arbetarklassen. Slagsmål mellan supportrarna var inte ovanligt och många äldre Norrköpingsbor minns än idag Nisse Liedholms övergång mellan klubbarna med bitterhet. Då Sleipner inte varit delaktig i toppfotbollen på många decennier så flyttade rivaliteten senare över till en annan östgötaklubb, Åtvidabergs FF. Framför allt på 1970-talet samt återigen under tidigt 2000-tal när de ånyo under flera säsonger spelat i samma serie. Historiskt har det också funnits en rivalitet med Malmö FF som härstammar från 1940- och 1950-talet då SM-gulden mellan säsongen 1942/43 och 1952/53 fördelades med 6 SM-tecken till IFK och 5 till MFF. Själva rivaliteten mellan klubbarna finns dock inte kvar i så stor utsträckning även om matchen ofta benämns som ett "klassikermöte".
Sedan damlaget tog steget upp i Allsvenskan blossade rivaliteten mot Linköpings FC upp. Ett mycket stort följe supportrar från Norrköping kom till Linköping i maj 2023 för ett första historiskt derby. 7 804 åskådare såg LFC vinna med 1–0. Returen i juni lockade 8 124 till Parken. Linköping kom på tredje plats och Norrköping på nionde i sluttabellen. 2024 vann IFK hemma med 1–0 och bortamötet slutade 2–2. IFK kom 5:a och LFC 9:a.
Grupperingar
IFK Norrköping har flera organiserade supportergrupper vilket kan anses erkänt då de listas på IFK:s hemsida under fliken ”Supportrar”. Dessa, som är fyra till antalet, är regelmässigt verifierade med stadgar och som följer föreningspolicy.

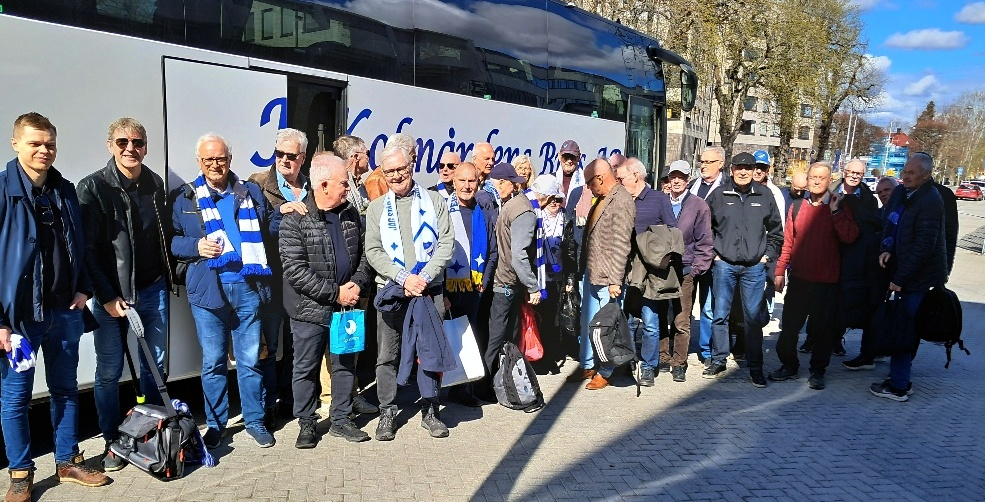
Sällskapet samlat för bortaresa

Sällskapet Äldre IFK:are bildades 1946 och har som mål att stödja moderföreningen. 
Ansökan om medlemskap kan göras av tidigare spelare, ledare eller funktionärer i IFK, eller de som är en hängiven supporter. Styrelsen utlyser förutom årsmöte även en vår- respektive höstträff.
Sällskapet anordnar som regel en eller två resor till bortamatcher per år där resenärerna får möta spelare som representerat både den klubben och IFK. Dessutom ordnas aktiviteter som rundvandring på Idrottsparken, träffar med spelare både från dam- respektive herrlaget, informationsträffar med IFK:s styrelse och liknande arrangemang. Medlemmen Sven Henry Carlsson har skapat en modell av Idrottsparken som den såg ut runt 1950, den finns utställd i dagens arenas environger. Sällskapet har för närvarande 219 medlemmar 2024.
Peking Fanz Supporterklubb till IFK Norrköping som bildades 1997. År 2015 skapade de läktaren Curva Nordahl som en hyllning till klubbens störste spelare genom tiderna Gunnar Nordahl.
Klubben anordnar resor till alla IFK:s bortamatcher. Inför en del större hemmamatcher startar´klubben en marsch genom staden från någon av krogarna i centrum. Dessutom skapas en del arrangemang på klubbens lokal på Hagagatan, med några av IFK:s nuvarande eller tidigare spelare som gäster. När IFK ställde in den årliga Stjärnkvällen, anordnade Peking en egen Stjärnkväll på Arbetarföreningen ”Arbis”,
Medlemsantalet var XXX under 2024, som mest hade fanklubben 1 600 medlemmar 2002.
IFK Norrköpings Supporterklubb som bildades 1968 av Pekka Langer med vänner och är en supporterklubb till IFK Norrköping. Man har 15–20 personer som arbetar aktivt på Parken varje match som publikvärdar eller Halvapottenförsäljare. IFK Norrköpings Supporterklubb delar varje år ut pris till årets bästa hemmaspelare i IFK.
Exilsnokarna Stockholm är, likt Peking Fanz, en officiellt erkänd supportergrupp, men har sin verksamhet utanför Norrköping. Exilsnokarna Stockholm har funnits som sällskap sedan 2007 och som förening sedan 2013. Föreningens syfte är att "främja, stödja och underlätta supporterskap" för personer som håller på IFK Norrköping och som bor i Stockholm med omnejd, så kallade "exilsnokar". De har cirka 100 medlemmar. Det finns även andra exilsnokar, exempelvis Exilsnokarna Gotland.
Övriga
Shine Shinebussen är ett samarbete mellan Shine och Prepaid GO Bussresor. Arrangerar bortaresor till IFK Norrköpings herr- och damlags olika matcher. Finns främst på Shines Facebooksida.
Pekingsystrar är en supportergrupp startad av och för kvinnliga fans till klubben, med syftet att underlätta och förenkla supporterskap, exempelvis genom att anordna gemensamma resor, för att aktivt stödja laget.
Peking Ultras är den största av flera ultrasgrupperingar som följer IFK Norrköping.
Go Peking (tidigare gopeking.net) är tekniskt sett inte en supportergrupp men är den största samlingsplatsen för klubbens supportrar på nätet, sidan grundades 4 april 1998 av journalisten Jörgen Löwenfeldt, som blev vald till styrelseledamot i IFK Norrköping 2019–2021.
Block 011
IFK Norrköpings sånger
Heja Kamrater för IFK - Hedra dess färger, vita och blå - Stjärnan ska lysa högt över allt - Ty det har våran kapten befallt! Var den kampsång som ersattes av Markus Krunegårds ”Ett liv – ett lag” från år 2020 som tillika är IFK:s inmarschsång vid hemmamatcherna. När IFK gör mål på hemmaplan spelas för det mesta ”Härliga IFK!.

### Föreningsstruktur
2004 delades klubben upp i "IFK Norrköpings Idrottsallians", och sektionerna ombildades tre separata föreningar. IFK Norrköping FK är numera en del av IFK Norrköping Idrottsallians. I IFK Norrköping FK ingår också IFK Norrköping dam och av administrativa skäl ingår även föreningens bridge-avdelning i sektionen.

## Tränare och spelare

### Historiskt

#### Tränare i IFK Norrköping
Följande personer har varit huvudtränare för herrlaget:
| - Alexander "Sandy" Tait 1905 - Fred Spiksley 1910 - Herbert Butterworth 1920 - Imre Schlosser 1923–1924 - Rudolf Haglund 1924–1935, 1941 - Sölve Flisberg 1935 - Vigor Lindberg 1936–37 - Torsten Johansson 1937–38 - Bengt Flisberg 1938–1941 - Lajos Czeizler 1941–1949 - Eric Keen 1949–50 - Karl Adamek 1950–1953, 1954–57 - Torsten Lindberg 1953–1954 - Vilmos Varszegi 1957–1962 | - Vilem Luger 1963–1964 - Gunnar Nordahl 1965–1970, 1979–1980 - Gösta Löfgren 1971–1972 - Örjan Martinsson 1973–1974 - Bengt Gustavsson 1975–1978 - Bo Axberg 1981–1982 - Lars-Göran Qwist 1983–1985 - Sören Cratz 1985, 1993–1994, 2008 - Kent Karlsson 1986–1989 - Jörgen Augustsson 1990 - Sanny Åslund 1991–1992 - Kent Karlsson 1995 - Tomas Nordahl 1995 - Colin Toal 1996–1997 | - Olle Nordin 1997–2000 - Tor-Arne Fredheim 2001 - Bengt-Arne Strömberg 2002 - Håkan Ericson 2002–2003 - Stefan Hellberg 2003–2005 - Tony Martinsson 2005 - Mats Jingblad 2006–2008 - Göran Bergort 2009–2010 - Jan Andersson 2011–2016 - Jens Gustafsson 2016–2020 - Rikard Norling 2021–2022 - Glen Riddersholm 2022–2023 - Andreas Alm 2024 - Martin Falk 2025– |

#### Kända spelare
| - Birger Rosengren 1935–1949 - Erik "Mulle" Holmqvist 1939–1953 - Oskar "Masse" Holmqvist 1939–1953 - Knut Nordahl 1942–1949 - Gunnar Nordahl 1944–1949 - Nils Liedholm 1946–1949 - Bengt "Zamora" Nyholm 1948–1964 - Åke "Bajdoff" Johansson 1948–1966 - Bengt "Julle" Gustafsson 1949–1956 - Gösta Nordahl 1950–1954 - Henry "Putte" Källgren 1951–1960 - Sven Axbom 1953–1960 - Torbjörn Jonsson 1953–1960, 1967–1972 - Georg "Åby" Ericson 1958–1966 - Örjan Martinsson 1958–1967 - Björn Nordqvist 1961–1972 - Ove Kindvall 1962–1966, 1971–1975 - Christer Hult 1964–1974 | - Benny Wendt 1969–1975 - Olle Nordin 1970–1974 - Pär-Olof Ohlsson 1974–1979 - Leif Andersson 1975–1985 - Janne Svensson 1977–1983, 1986–1987 - Peter Lönn 1980–1992 - Janne Hellström 1981–1984, 1988–1994 - Stefan Pettersson 1982–1984 - Brian McDermott 1984 - Ranko Djordjic 1985–1988 - Göran Holter 1986–1994 - Patrik "Pinnen" Andersson 1986–1995 - Sulo Vaattovaara 1988–1997 - Igor Ponomarev 1989 - Jonny Rödlund 1989–1993 - Lasse Eriksson 1989–1994 - Tomas Brolin 1990 - Jevgenij Kuznetsov 1990–1993 | - Janne Eriksson 1991–1992 - Niclas Kindvall 1991–1994 - Pelle Blohm 1992–1995 - Slobodan Marović 1992–1994 - Kennet Andersson 1993 - Eddie Gustafsson 1995–2001 - Martin Åslund 1997–1998 - Klebér Saarenpää 1997–2000 - Christoffer Nyman 1997–2016, 2019- - Alexander Östlund 1999–2002 - Andreas Alm 2003–2005 - Stefan Thordarsson 2005–2007, 2009 - Gunnar Heidar Thorvaldsson 2011–2013 - Andreas "Ante" Johansson 2012–2018 - David Moberg Karlsson 2016–2018 - Arnór Sigurdsson 2017–2018, 2022–2023 - Jordan Larsson 2018–2019 - Sead Haksabanovic 2019–2021 |

### Meriter och rekord

#### Vinnare av Guldbollen
- 1947: Gunnar Nordahl
- 1949: Knut Nordahl
- 1953: Bengt "Julle" Gustavsson
- 1957: Åke "Bajdoff" Johansson
- 1960: Torbjörn Jonsson
- 1961: Bengt "Zamora" Nyholm
- 1963: Harry Bild
- 1966: Ove Kindvall
- 1968: Björn Nordqvist
- 1990: Tomas Brolin
- 1992: Jan Eriksson

#### Skytteligavinnare Allsvenskan
(Division I 1924/1925–1986)
- Gunnar Nordahl 1944/1945 (27 mål), 1945/1946 (25 mål) och 1947/1948 (18 mål)
- Harry Bild 1956/1957 (19 mål)
- Henry "Putte" Källgren 1957/1958 (27 mål, delad med Bertil Johansson, IFK Göteborg)
- Ove Kindvall 1966 (20 mål)
- Jan Hellström 1989 (16 mål)
- Niclas Kindvall 1994 (23 mål)
- Imad Khalili 2013 (15 mål, 7 st för IFK Norrköping och 8 st för Helsingborgs IF)
- Emir Kujović 2015 (21 mål)[38]
- Karl Holmberg 2017 (14 mål, delad med Magnus Eriksson, Djurgårdens IF)
- Christoffer Nyman 2020 (18 mål)
- Samuel Adegbenro 2021 (17 mål)

#### Skytteligavinnare Superettan
(Division II 1924/25–1986 och Division I 1986–2000)
- Stefan Pettersson 1983 (17 mål)
- Bruno Santos da Silva 2005 (17 mål)
- Gardar Gunnlaugsson 2007 (18 mål)

#### Individuella rekord
- Flest:
  - allsvenska matcher: Åke "Bajdoff" Johansson 321 st
  - allsvenska mål: Henry "Putte" Källgren 126 st
  - allsvenska mål under en säsong: 27 st Gunnar Nordahl och 1944–45 och Henry "Putte" Källgren 1957–58
  - allsvenska skytteligasegrar i IFK: Gunnar Nordahl 3 st 1944–45, 1945–46, 1947–48
  - mål i en allsvensk match: 7 st Gunnar Nordahl mot Landskrona BoIS 12 november 1944. (9–1)
  - allsvenska matcher i rad utan insläppt mål i IFK: Isak Pettersson 6 st, 2019
- Ålder:
  - Yngsta debutant i allsvensk match: Erik Carlsson (Dockner) 16 år 5 månader och 1 dag, mot IFK Göteborg 1 november 1936 (3–2)
  - Yngsta målgörare i allsvensk match: Sven Widin 16 år 9 månader och 15 dagar, mot Malmö FF 16 augusti 1936 (2–5)[39]
  - Äldsta målgörare i allsvensk match: Gösta Löfgren 40 år 1 månad och 16 dagar, mot Helsingborgs IF 13 oktober 1963 (2–1), vilket även var allsvenskt rekord fram till 2014.
- Snabbast:
  - Mål: Arnór Ingvi Traustason 1–0, efter 10 sekunder, mot Djurgårdens IF, 14 juli 2014

#### Lagrekord
- Vinstmarginal per tävling:
  - Svenska mästerskapet i fotboll: 11–0 mot IK Sleipner (12 september 1909, Idrottsparken i Norrköping, åttondelsfinal.)
  - Nationella Seriesystemet: 12–0 mot IFK Kumla (20 september 1931, Idrottsparken i Norrköping, andra divisionen.)
  - Allsvenskan: 11–1 mot Djurgårdens IF (14 oktober 1945, Idrottsparken i Norrköping.)
  - Svenska cupen: 10–0 mot Brottby SK (23 augusti 2018, Össeby IP.)
  - Internationell turnering: 5–0 mot FC Prishtina (29 juni 2017, Östgötaporten, kvalomgång till Europa League.)
- Vinstmarginal per världsdel:
  - Europa (ej Sverige): 16–4 mot Jylländsk kombination (28 juni 1946, Randers.)[40]
  - Nordamerika: 8–1 mot National Soccer League All Stars (27 november 1958, Downing Stadium, New York.)
  - Sydamerika: 1–0 mot Fluminense (6 februari 1954, Estadio Centenario, Montevideo.). Samt 2–1 mot América[förtydliga] (30 januari 1954, Estadio Centenario, Montevideo.)
  - Afrika: 9–0 mot Grekisk-Armenisk kombination (19 november 1950, Addis Abeba.)
  - Asien: 6–2 mot Aztek, Djakarta (15 november 1991, Jakarta.)

## Nuvarande trupp

### Spelartruppen
(L) – Inlånad spelare
| Nummer      | Land           | Spelare                  | Födelsedatum      | Kom från               | Moderklubb        |
| Målvakter   | Målvakter      | Målvakter                | Målvakter         | Målvakter              | Målvakter         |
| ----------- | -------------- | ------------------------ | ----------------- | ---------------------- | ----------------- |
| 30          | Sverige        | Theo Krantz              | 14 juni 2006      | IFK Norrköping U       | Tallboda IF       |
| 40          | Sverige        | David Andersson          | 16 september 2003 | IFK Norrköping U       | FC Djursholm      |
| 91          | Nordmakedonien | David Mitov Nilsson      | 12 januari 1991   | IK Sirius              | IFK Norrköping    |
| Försvarare  |                |                          |                   |                        |                   |
| 3           | Danmark        | Marcus Baggesen          | 17 juli 2003      | Silkeborg IF           | Vendsyssel FF     |
| 4           | Sverige        | Amadeus Sögaard          | 26 januari 1998   | IF Brommapojkarna      | IF Brommapojkarna |
| 14          | Sverige        | Yahya Kalley             | 20 mars 2001      | FC Groningen           | BK Vången         |
| 19          | Sverige        | Max Watson               | 3 februari 1996   | NK Maribor             | Bankeryds SK      |
| 24          | Sverige        | Anton Eriksson           | 5 mars 2000       | GIF Sundsvall          | Ersmarks IK       |
| 37          | Sverige        | Moutaz Neffati           | 4 september 2004  | IFK Norrköping U       | Hageby IF         |
| Mittfältare |                |                          |                   |                        |                   |
| 7           | Sverige        | Alexander Fransson       | 2 april 1994      | Odds BK                | Lindö FF          |
| 9           | Island         | Arnór Ingvi Traustason   | 30 april 1993     | New England Revolution | Keflavík          |
| 11          | Kosovo         | Ismet Lushaku            | 22 september 2000 | Varbergs BoIS          | IFK Eskilstuna    |
| 20          | Sverige        | Axel Brönner             | 4 april 2008      | IFK Norrköping U       | FC Red Star Merl  |
| 21          | Gambia         | Jesper Ceesay            | 20 oktober 2001   | AIK                    | Hässelby SK       |
| 25          | Sverige        | Kevin Höög Jansson       | 29 september 2000 | Gangwon FC             | Helsingborgs IF   |
| 35          | Ghana          | Stephen Bolma            | 9 december 2004   | Attram De Visser       | Attram De Visser  |
| Anfallare   |                |                          |                   |                        |                   |
| 5           | Sverige        | Christoffer Nyman        | 5 oktober 1992    | Eintracht Braunschweig | IFK Norrköping    |
| 8           | Island         | Ísak Andri Sigurgeirsson | 11 september 2003 | Stjarnan FC            | Stjarnan FC       |
| 10          | Sverige        | David Moberg Karlsson    | 20 mars 1994      | Urawa Red Diamonds     | Björsäters IF     |
| 18          | Island         | Jónatan Gudni Arnarsson  | 9 februari 2007   | UMF Fjölnir            | UMF Fjölnir       |
| 22          | Sverige        | Tim Prica                | 23 april 2002     | AaB                    | Nardo FK          |
| 28          | Sverige        | Åke Andersson            | 8 maj 2007        | IFK Norrköping U       | Linghems SK       |
| 36          | Sverige        | Manaf Rawufu             | 5 augusti 2005    | AIK                    | IFK Norrköping U  |

### Utlånade spelare
| Nr | Land     | Pos | Namn                                                    |
| -- | -------- | --- | ------------------------------------------------------- |
| 36 | Sverige  | A   | Manaf Rawufu (i IF Sylvia till 30 november 2025)        |
| -  | Albanien | A   | Laorent Shabani (i Varbergs BoIS till 30 november 2025) |
| -  | Sverige  | MF  | Ture Sandberg (i GIF Sundsvall till 30 november 2025)   |
| -  | Sverige  | MF  | Åke Andersson (i IF Sylvia till 30 november 2025)       |

| Nr | Land    | Pos | Namn                                                  |
| -- | ------- | --- | ----------------------------------------------------- |
| -  | Sverige | A   | Daniele Burubwa (i IF Sylvia till 30 november 2025)   |
| -  | Sverige | MF  | Jesper Lindvall (i IF Sylvia till 2 juli 2025)        |
| -  | Sverige | MF  | Noel Sernelius (i Husqvarna FF till 30 november 2025) |

## Pensionerade nummer
| Nummer | Land    | Spelare                    | Födelsedatum | Kom från | Moderklubb     |
| ------ | ------- | -------------------------- | ------------ | -------- | -------------- |
| 12     | Sverige | IFK Norrköpings Supportrar | 29 maj 1897  | -        | IFK Norrköping |

## Ungdomstrupper

### U19-truppen, 2023
| Nr | Land    | Pos | Namn                           |
| -- | ------- | --- | ------------------------------ |
| -  | Sverige | MV  | Emil Holmberg (-05)            |
| -  | Sverige | MV  | Kevin Eriksson (-04)           |
| -  | Sverige | F   | Albin Tengbrand (-05)          |
| -  | Sverige | F   | Elias Cupan (-05)              |
| -  | Sverige | F   | Felix Stenman (-04)            |
| -  | Sverige | F   | Kia Chuko (-04)                |
| -  | Sverige | F   | Linus Blomqvist (-05)          |
| -  | Sverige | F   | Lukas Mattsson (-05)           |
| -  | Sverige | F   | Nedim Jahic (-04)              |
| -  | Sverige | MF  | Hugo Holmberg Nordenberg (-05) |
| -  | Sverige | MF  | Isak Ellbring (-04)            |

| Nr | Land    | Pos | Namn                             |
| -- | ------- | --- | -------------------------------- |
| -  | Sverige | MF  | Lukas Lönneberg (-05)            |
| -  | Sverige | MF  | Melker Spångberg (-04)           |
| -  | Sverige | MF  | Simon Östling (-05)              |
| -  | Sverige | A   | Daniele Burubwa (-05)            |
| -  | Sverige | A   | Darin Rozbayani (-05)            |
| -  | Sverige | A   | Milton Svedjekrans Erenius (-05) |
| -  | Sverige | A   | Oliver Matic (-04)               |
| -  | Sverige | A   | Sammi Sulejmanovski (-04)        |
| -  | Sverige | A   | Sebastian Hakim (-05)            |
| -  | Sverige | A   | William Holmberg (-04)           |
| -  | Sverige | A   | Yonis Macow (-05)                |

### U17-truppen, 2023
| Nr | Land    | Pos | Namn                     |
| -- | ------- | --- | ------------------------ |
| -  | Sverige | MV  | George Alassad (-06)     |
| -  | Sverige | MV  | Theo Krantz (-06)        |
| -  | Sverige | F   | Arvid Eckerbrandh (-06)  |
| -  | Sverige | F   | Emilio Kopkin (-06)      |
| -  | Sverige | F   | Eric Wahlström (-06)     |
| -  | Sverige | F   | Kevin Pasalic (-07)      |
| -  | Sverige | F   | Malte Karlsson (-06)     |
| -  | Sverige | F   | Nejir Karic (-06)        |
| -  | Sverige | F   | Robin Jancev (-06)       |
| -  | Sverige | F   | Sebastian Lindén (-06)   |
| -  | Sverige | F   | Theodor Stefanovic (-06) |
| -  | Sverige | F   | Viktor Hofvenstam (-06)  |
| -  | Sverige | MF  | Axel Brönner (-08)       |

| Nr | Land    | Pos | Namn                              |
| -- | ------- | --- | --------------------------------- |
| -  | Sverige | MF  | Axel Floric (-06)                 |
| -  | Sverige | MF  | Christopher Massi (-06)           |
| -  | Sverige | MF  | Enes Bulic (-06)                  |
| -  | Sverige | MF  | Filip Lundin (-06)                |
| -  | Sverige | MF  | Lucas Brahim (-06)                |
| -  | Sverige | MF  | Malte Friis (-06)                 |
| -  | Sverige | MF  | Philip Asmarson (-06)             |
| -  | Sverige | MF  | Viggo Brönner (-06)               |
| -  | Sverige | MF  | Åke Andersson (-07)               |
| -  | Sverige | A   | Carl Joelsson (-06)               |
| -  | Sverige | A   | Hugo Kronqvist Bilajbegovic (-06) |
| -  | Sverige | A   | Johannes Ertas (-06)              |
| -  | Sverige | A   | Zakaria Ahmed Aalim (-06)         |

## Tabeller och resultat

### IFK i de europeiska cuperna
| Säsong  | Tävling          | Runda          | Land                                            | Klubb                    | Resultat                             | Åskådare (hemmamatch i fet stil) | IFK:s målskyttar                                                                             |
| ------- | ---------------- | -------------- | ----------------------------------------------- | ------------------------ | ------------------------------------ | -------------------------------- | -------------------------------------------------------------------------------------------- |
| 1956/57 | Europacupen      | Åttondelsfinal | Italien                                         | AC Fiorentina            | 1–1, 0–1                             | 6351, 10400 (spelades i Rom)     | Harry Bild;                                                                                  |
| 1957/58 | Europacupen      | Åttondelsfinal | Socialistiska federativa republiken Jugoslavien | Röda stjärnan            | 2–2, 1–2                             | 10 893, 20 000                   | Olle Håkansson, Henry "Putte" Källgren; Lennart Backman                                      |
| 1962/63 | Europacupen      | Kvalomgång     |                                                 | Partizani Tirana         | 2–0, 1–1                             | 12 271, 18 000                   | Harry Bild, Hans Rosander; Ove Kindvall                                                      |
|         | Europacupen      | Åttondelsfinal | Portugal                                        | SL Benfica               | 1–1, 1–5                             | 24 205, 50 000                   | Bill Björklund; Bill Björklund                                                               |
| 1963/64 | Europacupen      | Kvalomgång     | Belgien                                         | Standard Liège           | 0–1, 2–0                             | 33 000, 15 030                   | -; Ove Kindvall, Örjan Martinsson                                                            |
|         | Europacupen      | Åttondelsfinal | Italien                                         | AC Milan                 | 1–1, 2–5                             | 15 486, 15 000                   | Björn Nordqvist; Örjan Martinsson, Självmål                                                  |
| 1968/69 | Cupvinnarcupen   | Omgång 1       |                                                 | Crusaders                | 4–1, 2–2                             | 5 527, 8 000                     | Ulf Hultberg 3, Krister Norblad 2, Christer Hult                                             |
|         | Cupvinnarcupen   | Omgång 2       | Norge                                           | FC Lyn                   | 3–2, 0–2                             | 2 865, 5 242                     | Ulf Hultberg 2, Sven-Evert Hesselgren                                                        |
| 1969/70 | Cupvinnarcupen   | Omgång 1       | Malta                                           | Sliema Wanderers         | 5–1, 0–1                             | 3 652, 5 037                     | Ulf Hultberg 2, Roland Pressfeldt, Torbjörn Jonsson, Krister Norblad                         |
|         | Cupvinnarcupen   | Omgång 2       | Tyskland                                        | Schalke 04               | 0–0, 0–1                             | 2 343, 17 489                    |                                                                                              |
| 1972/73 | Uefacupen        | Omgång 1       |                                                 | UTA Arad                 | 2–0, 2–1                             | 2 030, 25 000                    | Ove Kindvall 2, Benny Wendt 2                                                                |
|         | Uefacupen        | Omgång 2       | Italien                                         | Inter                    | 0–2, 2–2                             | 16 700, 12 000                   | Ulf Jansson, Ove Kindvall                                                                    |
| 1978/79 | Uefacupen        | Omgång 1       | Skottland                                       | Hibernian FC             | 0–0, 2–3                             | 1 250, 10 000                    | Leif Andersson, Pär-Olof Olsson                                                              |
| 1982/83 | Uefacupen        | Omgång 1       | England                                         | Southampton              | 0–0, 2–2                             | 10 259, 10 155                   | Stefan Pettersson 2                                                                          |
|         | Uefacupen        | Omgång 2       | Italien                                         | AS Roma                  | 1–0, 0–1 (2–4 efter straffavgörande) | 17 567, 54 883                   | Sven-Olof Bergman                                                                            |
| 1988/89 | Cupvinnarcupen   | Omgång 1       | Italien                                         | UC Sampdoria             | 2–1, 0–2                             | 14 000, 17 683                   | Patrik Andersson, Jan Hellström                                                              |
| 1990/91 | Uefacupen        | Omgång 1       | Tyskland                                        | 1. FC Köln               | 0–0, 1–3                             | 10 403, 9 000                    | Jan Hellström                                                                                |
| 1991/92 | Cupvinnarcupen   | Omgång 1       | Luxemburg                                       | Jeunesse d‘Esch          | 4–0, 2–1                             | 2 438, 1 500                     | Janne Eriksson 2, Sulo Vaattovaara, Jan Hellström, Niclas Kindvall, Magnus "Munken" Karlsson |
|         | Cupvinnarcupen   | Omgång 2       | Frankrike                                       | AS Monaco                | 1–2, 0–1                             | 4 627, 6 000                     | Jan Hellström                                                                                |
| 1992/93 | Uefacupen        | Omgång 1       | Italien                                         | Torino FC                | 1–0, 0–3                             | 8 601, 17 783                    | Pelle Blohm                                                                                  |
| 1993/94 | Uefacupen        | Omgång 1       | Belgien                                         | KV Mechelen              | 0–1, 1–1 (efter förlängning)         | 5 557, 5 400                     | Pelle Blohm                                                                                  |
| 1994/95 | Cupvinnarcupen   | Kvalomgång     | Tjeckien                                        | FK Viktoria Žižkov       | 3–3, 0–1                             | 3 060, 3 500                     | Mikael Hansson 2, Sulo Vaattovaara                                                           |
| 2000/01 | Uefacupen        | Kvalomgång     | Färöarna                                        | GÍ Gøta                  | 2–1, 2–0                             | 5 771                            | Mikael Ström, Kristian Bergström, Mattias Flodström, Pär Andersson                           |
|         | Uefacupen        | Omgång 1       | Tjeckien                                        | FC Slovan Liberec        | 2–2, 1–2                             | 3 714                            | Mattias Flodström, Pär Andersson, Jonas Bjurström                                            |
| 2016/17 | Champions League | Kvalomgång 2   | Norge                                           | Rosenborg BK             | 1–3, 3–2                             | 11 595, 10 372                   | Sebastian Andersson 3, Christoffer Nyman                                                     |
| 2017/18 | Europa League    | Kvalomgång 1   | Kosovo                                          | FC Prishtina             | 5–0, 1–0                             | 6540, 1300                       | David Moberg Karlsson, Sebastian Andersson 2, Niclas Eliasson, Kalle Holmberg 2              |
|         | Europa League    | Kvalomgång 2   | Litauen                                         | FK Trakai                | 2–1, 1–2 (5–6 efter straffavgörande) | 5133, 2750                       | Sebastian Andersson, Kalle Holmberg, Simon Skrabb                                            |
| 2019/20 | Europa League    | Kvalomgång 1   | Irland                                          | St Patrick's Athletic FC | 2–0,2–1                              | 2389, 5925                       | Simon Thern, Kasper Larsen, Jordan Larsson, Kalle Holmberg                                   |
|         | Europa League    | Kvalomgång 2   | Lettland                                        | FK Liepaja               | 2–0,1–0                              | 5440, 4174                       | Simon Thern, Sead Haksabanovic 2                                                             |
|         | Europa League    | Kvalomgång 3   | Israel                                          | Hapoel Be'er Sheva FC    | 1–1,1–3                              | 6479, 10088                      | Maic Sema, Rasmus Lauritsen                                                                  |

### Allsvenskan
| 1    |      |      |      |      |      |      |      |      |      |      |      |      |      |      |      |      |      |      | IFK  |      | IFK  | IFK  | IFK  | IFK  |      |
| 2    |      |      |      |      |      |      |      |      |      |      |      |      |      |      |      |      |      |      |      |      |      |      |      |      |      |
| 3    |      |      |      |      |      |      |      |      |      |      |      |      |      |      |      |      |      | IFK  |      |      |      |      |      |      |      |
| 4    |      |      |      |      |      |      |      |      |      |      |      |      |      |      |      |      |      |      |      | IFK  |      |      |      |      |      |
| 5    |      |      |      |      |      |      |      |      |      |      |      |      |      |      |      |      |      |      |      |      |      |      |      |      |      |
| 6    |      | IFK  |      |      |      |      |      |      |      |      |      |      |      |      |      |      |      |      |      |      |      |      |      |      |      |
| 7    |      |      |      |      |      |      |      |      |      |      |      |      |      |      |      |      | IFK  |      |      |      |      |      |      |      | IFK  |
| 8    | IFK  |      | IFK  | IFK  |      |      |      |      |      |      |      |      |      |      |      |      |      |      |      |      |      |      |      |      |      |
| 9    |      |      |      |      |      |      |      |      |      |      |      | IFK  |      |      |      |      |      |      |      |      |      |      |      |      |      |
| 10   |      |      |      |      | IFK  |      |      |      |      |      |      |      |      |      |      |      |      |      |      |      |      |      |      |      |      |
| 11   |      |      |      |      |      | IFK  |      |      |      |      |      |      |      |      |      |      |      |      |      |      |      |      |      |      |      |
| 12   |      |      |      |      |      |      |      |      |      |      |      |      | IFK  |      |      |      |      |      |      |      |      |      |      |      |      |
| D II | 1925 | 1926 | 1927 | 1928 | 1929 | 1930 | 1931 | 1932 | 1933 | 1934 | 1935 | 1936 | 1937 | 1938 | 1939 | 1940 | 1941 | 1942 | 1943 | 1944 | 1945 | 1946 | 1947 | 1948 | 1949 |
| 1    |      |      |      |      |      |      |      |      | IFK  |      | IFK  |      |      |      | IFK  | IFK  |      |      |      |      |      |      |      |      |      |
| 2    |      |      |      |      |      |      |      | IFK  |      |      |      |      |      | IFK  |      |      |      |      |      |      |      |      |      |      |      |
| 3    |      |      |      |      |      |      |      |      |      |      |      |      |      |      |      |      |      |      |      |      |      |      |      |      |      |
| 4    |      |      |      |      |      |      |      |      |      | IFK  |      |      |      |      |      |      |      |      |      |      |      |      |      |      |      |
| 5    |      |      |      |      |      |      | IFK  |      |      |      |      |      |      |      |      |      |      |      |      |      |      |      |      |      |      |
| 6    |      |      |      |      |      |      |      |      |      |      |      |      |      |      |      |      |      |      |      |      |      |      |      |      |      |
| 7    |      |      |      |      |      |      |      |      |      |      |      |      |      |      |      |      |      |      |      |      |      |      |      |      |      |
| 8    |      |      |      |      |      |      |      |      |      |      |      |      |      |      |      |      |      |      |      |      |      |      |      |      |      |
| 9    |      |      |      |      |      |      |      |      |      |      |      |      |      |      |      |      |      |      |      |      |      |      |      |      |      |
| 10   |      |      |      |      |      |      |      |      |      |      |      |      |      |      |      |      |      |      |      |      |      |      |      |      |      |
| 11   |      |      |      |      |      |      |      |      |      |      |      |      |      |      |      |      |      |      |      |      |      |      |      |      |      |
| 12   |      |      |      |      |      |      |      |      |      |      |      |      |      |      |      |      |      |      |      |      |      |      |      |      |      |

| 1  |     |     | IFK |     |     |     | IFK | IFK |     |     | IFK |     | IFK | IFK |     |     |     |     |     |     |     |     |     |     |     |
| 2  |     |     |     | IFK |     |     |     |     | IFK | IFK |     | IFK |     |     |     |     | IFK |     |     |     |     |     |     |     |     |
| 3  |     |     |     |     |     |     |     |     |     |     |     |     |     |     |     |     |     |     | IFK |     |     | IFK |     |     |     |
| 4  |     |     |     |     |     | IFK |     |     |     |     |     |     |     |     | IFK | IFK |     |     |     |     |     |     | IFK |     |     |
| 5  |     | IFK |     |     | IFK |     |     |     |     |     |     |     |     |     |     |     |     |     |     |     |     |     |     |     |     |
| 6  | IFK |     |     |     |     |     |     |     |     |     |     |     |     |     |     |     |     | IFK |     |     | IFK |     |     | IFK |     |
| 7  |     |     |     |     |     |     |     |     |     |     |     |     |     |     |     |     |     |     |     | IFK |     |     |     |     |     |
| 8  |     |     |     |     |     |     |     |     |     |     |     |     |     |     |     |     |     |     |     |     |     |     |     |     |     |
| 9  |     |     |     |     |     |     |     |     |     |     |     |     |     |     |     |     |     |     |     |     |     |     |     |     |     |
| 10 |     |     |     |     |     |     |     |     |     |     |     |     |     |     |     |     |     |     |     |     |     |     |     |     |     |
| 11 |     |     |     |     |     |     |     |     |     |     |     |     |     |     |     |     |     |     |     |     |     |     |     |     |     |
| 12 |     |     |     |     |     |     |     |     |     |     |     |     |     |     |     |     |     |     |     |     |     |     |     |     | IFK |
| 13 |     |     |     |     |     |     |     |     |     |     |     |     |     |     |     |     |     |     |     |     |     |     |     |     |     |
| 14 |     |     |     |     |     |     |     |     |     |     |     |     |     |     |     |     |     |     |     |     |     |     |     |     |     |

| 1    |      |      |      |      |      |      |      |      |      |      |      |      |      |      |      |      |      | IFK  |      |      |      |      |      |      |      |
| 2    |      |      |      |      |      |      |      |      |      |      |      |      | IFK  |      | IFK  | IFK  |      |      | IFK  |      |      |      |      |      |      |
| 3    |      |      |      |      |      |      | IFK  |      |      |      |      |      |      |      |      |      |      |      |      |      |      |      |      |      |      |
| 4    |      |      | IFK  |      |      |      |      |      |      |      |      | IFK  |      |      |      |      |      |      |      | IFK  |      |      |      |      |      |
| 5    |      |      |      |      | IFK  |      |      |      |      | IFK  |      |      |      |      |      |      |      |      |      |      |      |      |      |      | IFK  |
| 6    |      |      |      |      |      |      |      |      |      |      |      |      |      | IFK  |      |      | IFK  |      |      |      |      |      |      |      |      |
| 7    |      |      |      |      |      |      |      |      |      |      |      |      |      |      |      |      |      |      |      |      |      |      |      | IFK  |      |
| 8    | IFK  |      |      |      |      |      |      |      |      |      |      |      |      |      |      |      |      |      |      |      | IFK  |      |      |      |      |
| 9    |      | IFK  |      |      |      |      |      |      |      |      |      |      |      |      |      |      |      |      |      |      |      |      | IFK  |      |      |
| 10   |      |      |      |      |      | IFK  |      | IFK  |      |      | IFK  |      |      |      |      |      |      |      |      |      |      |      |      |      |      |
| 11   |      |      |      | IFK  |      |      |      |      |      |      |      |      |      |      |      |      |      |      |      |      |      |      |      |      |      |
| 12   |      |      |      |      |      |      |      |      |      |      |      |      |      |      |      |      |      |      |      |      |      | IFK  |      |      |      |
| 13   |      |      |      |      |      |      |      |      |      |      |      |      |      |      |      |      |      |      |      |      |      |      |      |      |      |
| 14   |      |      |      |      |      |      |      |      |      |      |      |      |      |      |      |      |      |      |      |      |      |      |      |      |      |
| D II | 1975 | 1976 | 1977 | 1978 | 1979 | 1980 | 1981 | 1982 | 1983 | 1984 | 1985 | 1986 | 1987 | 1988 | 1989 | 1990 | 1991 | 1992 | 1993 | 1994 | 1995 | 1996 | 1997 | 1998 | 1999 |
| 1    |      |      |      |      |      |      |      |      | IFK  |      |      |      |      |      |      |      |      |      |      |      |      |      |      |      |      |
| 2    |      |      |      |      |      |      |      |      |      |      |      |      |      |      |      |      |      |      |      |      |      |      |      |      |      |
| 3    |      |      |      |      |      |      |      |      |      |      |      |      |      |      |      |      |      |      |      |      |      |      |      |      |      |
| 4    |      |      |      |      |      |      |      |      |      |      |      |      |      |      |      |      |      |      |      |      |      |      |      |      |      |
| 5    |      |      |      |      |      |      |      |      |      |      |      |      |      |      |      |      |      |      |      |      |      |      |      |      |      |
| 6    |      |      |      |      |      |      |      |      |      |      |      |      |      |      |      |      |      |      |      |      |      |      |      |      |      |
| 7    |      |      |      |      |      |      |      |      |      |      |      |      |      |      |      |      |      |      |      |      |      |      |      |      |      |
| 8    |      |      |      |      |      |      |      |      |      |      |      |      |      |      |      |      |      |      |      |      |      |      |      |      |      |
| 9    |      |      |      |      |      |      |      |      |      |      |      |      |      |      |      |      |      |      |      |      |      |      |      |      |      |
| 10   |      |      |      |      |      |      |      |      |      |      |      |      |      |      |      |      |      |      |      |      |      |      |      |      |      |
| 11   |      |      |      |      |      |      |      |      |      |      |      |      |      |      |      |      |      |      |      |      |      |      |      |      |      |
| 12   |      |      |      |      |      |      |      |      |      |      |      |      |      |      |      |      |      |      |      |      |      |      |      |      |      |
| 13   |      |      |      |      |      |      |      |      |      |      |      |      |      |      |      |      |      |      |      |      |      |      |      |      |      |
| 14   |      |      |      |      |      |      |      |      |      |      |      |      |      |      |      |      |      |      |      |      |      |      |      |      |      |

| 1  |      |      |      |      |      |      |      |      |      |      |      |      |      |      |      | IFK  |      |      |      |      |      |      |      |      |      |
| 2  |      |      |      |      |      |      |      |      |      |      |      |      |      |      |      |      |      |      | IFK  |      |      |      |      |      |      |
| 3  |      |      |      |      |      |      |      |      |      |      |      |      |      |      |      |      | IFK  |      |      |      |      |      |      |      |      |
| 4  |      |      |      |      |      |      |      |      |      |      |      |      |      |      |      |      |      |      |      |      |      |      |      |      |      |
| 5  |      |      |      |      |      |      |      |      |      |      |      |      | IFK  |      |      |      |      |      |      | IFK  | IFK  |      |      |      |      |
| 6  |      |      |      |      |      |      |      |      |      |      |      |      |      |      |      |      |      | IFK  |      |      |      |      |      |      |      |
| 7  |      |      |      |      |      |      |      |      |      |      |      |      |      |      |      |      |      |      |      |      |      | IFK  |      |      |      |
| 8  |      |      |      |      |      |      |      |      |      |      |      |      |      |      |      |      |      |      |      |      |      |      |      |      |      |
| 9  | IFK  |      |      |      |      |      |      |      |      |      |      |      |      | IFK  |      |      |      |      |      |      |      |      |      | IFK  |      |
| 10 |      |      |      |      |      |      |      |      |      |      |      |      |      |      |      |      |      |      |      |      |      |      |      |      |      |
| 11 |      |      |      |      |      |      |      |      |      |      |      |      |      |      |      |      |      |      |      |      |      |      |      |      | IFK  |
| 12 |      | IFK  |      |      |      |      |      |      |      |      |      |      |      |      | IFK  |      |      |      |      |      |      |      | IFK  |      |      |
| 13 |      |      | IFK  |      |      |      |      |      |      |      |      | IFK  |      |      |      |      |      |      |      |      |      |      |      |      |      |
| 14 |      |      |      |      |      |      |      |      |      |      |      |      |      |      |      |      |      |      |      |      |      |      |      |      |      |
| 15 |      |      |      |      |      |      |      |      |      |      |      |      |      |      |      |      |      |      |      |      |      |      |      |      |      |
| 16 |      |      |      |      |      |      |      |      | IFK  |      |      |      |      |      |      |      |      |      |      |      |      |      |      |      |      |
| SE | 2000 | 2001 | 2002 | 2003 | 2004 | 2005 | 2006 | 2007 | 2008 | 2009 | 2010 | 2011 | 2012 | 2013 | 2014 | 2015 | 2016 | 2017 | 2018 | 2019 | 2020 | 2021 | 2022 | 2023 | 2024 |
| 1  |      |      |      |      |      |      |      | IFK  |      |      |      |      |      |      |      |      |      |      |      |      |      |      |      |      |      |
| 2  |      |      |      |      |      |      |      |      |      |      | IFK  |      |      |      |      |      |      |      |      |      |      |      |      |      |      |
| 3  |      |      |      |      |      |      |      |      |      |      |      |      |      |      |      |      |      |      |      |      |      |      |      |      |      |
| 4  |      |      |      |      | IFK  |      | IFK  |      |      |      |      |      |      |      |      |      |      |      |      |      |      |      |      |      |      |
| 5  |      |      |      |      |      |      |      |      |      |      |      |      |      |      |      |      |      |      |      |      |      |      |      |      |      |
| 6  |      |      |      |      |      |      |      |      |      |      |      |      |      |      |      |      |      |      |      |      |      |      |      |      |      |
| 7  |      |      |      |      |      | IFK  |      |      |      |      |      |      |      |      |      |      |      |      |      |      |      |      |      |      |      |
| 8  |      |      |      |      |      |      |      |      |      |      |      |      |      |      |      |      |      |      |      |      |      |      |      |      |      |
| 9  |      |      |      | IFK  |      |      |      |      |      |      |      |      |      |      |      |      |      |      |      |      |      |      |      |      |      |
| 10 |      |      |      |      |      |      |      |      |      |      |      |      |      |      |      |      |      |      |      |      |      |      |      |      |      |
| 11 |      |      |      |      |      |      |      |      |      | IFK  |      |      |      |      |      |      |      |      |      |      |      |      |      |      |      |
| 12 |      |      |      |      |      |      |      |      |      |      |      |      |      |      |      |      |      |      |      |      |      |      |      |      |      |
| 13 |      |      |      |      |      |      |      |      |      |      |      |      |      |      |      |      |      |      |      |      |      |      |      |      |      |
| 14 |      |      |      |      |      |      |      |      |      |      |      |      |      |      |      |      |      |      |      |      |      |      |      |      |      |
| 15 |      |      |      |      |      |      |      |      |      |      |      |      |      |      |      |      |      |      |      |      |      |      |      |      |      |
| 16 |      |      |      |      |      |      |      |      |      |      |      |      |      |      |      |      |      |      |      |      |      |      |      |      |      |